# Liste des députés du Sénégal élus en 2007
Voici la liste alphabétique des 150 députés sénégalais élus à l'Assemblée nationale lors des élections législatives sénégalaises de 2007.

## Liste des députés

### A-C
- Fatou Youssouf Aïdara
- Modou Amar
- Ababacar Ba
- Mamadou Oumar Ba
- Metou Ba
- Ousmane Ba
- Salif Ba
- Mme Yatta Ba
- Abdoulaye Babou
- Sidy Badiane
- Amadou Baldé
- Djiby Bassé
- Pape Bassel
- Ameth Saloum Boye
- Daba Camara
- Djiby Cissé
- El Hadj Mamour Cissé
- El Hadji Amath Cissé
- Moussa Cissé (1)
- Moussa Cissé (2)
- Moustapha Cissé Lô
- Samba Khary Cissé
- Aïssatou Coulibaly

### D-F
- Moussa Daffé
- Aliou Dia
- Amadou Dia
- Lamine Dia
- Oumar Khassimou Dia
- Serigne Mbaye Dia
- Assane Diagne
- Modou dit Fada Diagne
- Mously Diakhate
- Hamady Diallo
- Mamadou Diallo (1)
- Mamadou Diallo (2)
- Samba Bathily Diallo
- Amie Diallo
- Aminata Diallo
- Moussa Diao (1)
- Moussa Diao (2)
- Amadou Diarra
- Emilie Diatta
- Mouhamed Diedhiou
- Khadidiatou Diedhiou
- Kalidou Dieng
- Abdoulaye Dieng (1)
- Abdoulaye Dieng (2)
- Cheikh Mamadou Abiboulaye Dieye
- Anta Dieye
- Cherif Elwaly Diop
- Demba Diop
- El Hadj Malick Diop
- Mamadou Moustapha dit Djamil Diop
- Yakhare Diop
- Youssouph Diop
- Awa Diop
- El Hadj Moustapha Diop
- Ibra Diouf
- Mamadou Diouf
- Mbaye Diouf
- Seydou Diouf
- Fatou Diouf
- Abdoulaye Dramé
- Mamadou Lamine Dramé
- Abdou Fall
- Ahmed Fall
- Amadou Fall
- Sahite Fall

### G-K
- Marième Guete Gassama
- Aïda Gaye
- Ndéye Gaye
- Malick Gueye
- Masseck Gueye
- Ousmane Gueye
- Ousmane Sow Huchard
- Amadou Ka
- Abdou Karim Kamara
- Magatte Kamara
- Bocar Sadikh Kane
- Adama Kane
- Aissa Mama Kane
- Néne Maréme Kane
- Fatou Kayere
- Babacar Khouma
- Alpha Koïta

### L-N
- Aly Lo
- Amadou Ndiaye Lo
- Bassirou Dora Ly
- El hadji Wack Ly
- Issaga Ly
- Fatou Mangara
- Fallou Mbacké
- Mactar Mbacké
- Aïssatou Mbodj
- Amadou Gallo Ndiaye
- Daour Niang Ndiaye
- Mouhamadou Bamba Ndiaye
- Moussa Ndiaye
- Sokhna Ndiaye
- Ndéye Bakhaw Ndiongue
- Joseph Ndong
- Abdoulaye Ndour
- Oumar Ndoye
- Mbaye Niang
- Kalidou Niasse

### S-W
- Robert Sagna
- Amadou Ciré Sall
- Sidy Sall
- Aminata Sall
- Astou Kane Sall
- Mame Bousso Samb
- Sékou Sambou
- Youba Sambou
- Abdou Sane
- Oumar Sane
- Mor Maty Sarr
- Pape Dib Sarr
- Aliou Seck
- Mamadou Seck
- Thiamba Seck
- Abdoulaye Sene
- Diégane Sène
- El Hadj Famara Senghor
- Alioune Souaré
- Abdourahmane Sow
- Adama Sow
- Alioune Sow
- Moussa Sow
- Fatou Sow
- Oumou Sow
- Moussa Sy
- Oumar Sy
- Thierno Ibrahima Sy
- Khadidiatou Sy
- Aliou Aïdara Sylla
- Robert dit Khadim Tabet
- Aminata Tall
- Georges Tendeng
- Iba Der Thiam
- Mamadou Lamine Thiam
- Samba Diouldé Thiam
- Tafsir Thioye
- Ibrahima Tounkara
- Gnagna Touré
- Ndiawar Touré
- Ndéye Fatou Touré
- Doudou Wade
- Ndiawar Wade
- Seynabou Wade

## Source
- « Site de l'Assemblée nationale du Sénégal »(Archive.org • Wikiwix • Archive.is • Google • Que faire ?)

- « Liste des Députés de la 11e Législature », sur Assemblée nationale, République du Sénégal (consulté le 26 mars 2020)